# Osleidys Menéndez
Osleidys Menéndez Sáez, kubanska atletinja, * 14. november 1979, Martí, Kuba.
Nastopila je na poletnih olimpijskih igrah v letih 2000, 2004 in 2008, leta 2004 je osvojila naslov olimpijske prvakinje v metu kopja, leta 2000 pa bronasto medaljo. Na svetovnih prvenstvih je v letih 2001 in 2005 osvojila naslov prvakinje. Dvakrat je postavila svetovni rekord v metu kopja, ki ga je držala med letoma 2001 in 2008. 